# نبرد هلسپونت
نبرد هلسپونت نبردی مشتمل بر دو جنگ دریایی بود که در سال ۳۲۴ میلادی بین ناوگان کنستانتین بزرگ به فرماندهی پسر ارشدش کریسپوس و ناوگان بزرگتر لیسینیوس به فرماندهی دریاسالار آبانتوس درگرفت. در این نبرد کریسپوس علی‌رغم کوچکی ناوگانش توانست پیروزی کاملی را در برابر آبانتوس به‌دست آورد.

## پیش‌زمینه

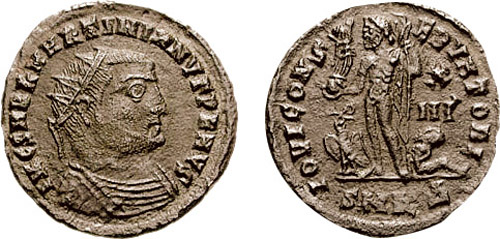
سکه ای از نبرد هلسپونت

به‌دنبال شکست سپاهیان لیسینیوس در نبرد ادیرنه در تراکیه، او و ارتش اصلیش به شهر بیزانتیوم بازگشتند. لیسینیوس پادگان قدرتمندی را در بیزانتیوم تشکیل داد اما بخش بزرگی از نیروهایش را با عبور دادن از تنگه بسفر در کرانه‌های آسیایی آن مستقر ساخت. در این زمان حفظ آب‌هایی که تراکیه را از بیثنیا و میسیا جدا می‌ساختند برای لیسینیوس به‌منظور حفظ ارتباط بین بیزانتیوم و آسیای صغیر امری الزام‌آور بود. در مقابل کنستانتین اگر می‌خواست برای درهم‌شکستن مقاومت لیسینیوس از آسیا بگذرد نخست باید کنترل گذرگاه‌های دریایی را در دست می‌گرفت. ارتش اصلی لیسینیوس برای حفاظت از گذرگاه بسفر درآنجا مستقر شده بود و ناوگانی عظیم را نیز برای پاسداری از آب‌های هلسپونت به آنجا فرستاده بود. لیسینیوس در عین حال دست به گردآوری دومین نیروی نظامیش زد و آن‌ها را به فرماندهی مارتینیانوس که به‌تازگی به امپراتوری مشترک با او رسیده بود به کرانه‌های آسیایی هلسپونت فرستاد.

## نبرد
کریسپوس، پسر بزرگ و سزارِ کنستانتین با ناوگانی مشتمل بر ۸۰ کشتی عازم هلسپونت شد و با آبانتوس که درمقابل، فرماندهی ۲۰۰ کشتی را بر عهده داشت روبرو گردید. در طول نبرد، بزرگی ناوگان لیسینیوس در آب‌های خروشان منطقه به عاملی علیه خودشان بدل شد و کریسپوس توانست با اسکادران به‌هم‌پیوستهٔ خود بر ناوگان عظیم دشمن فائق آمده و بسیاری از کشتی‌های جنگی لیسینیوس را غرق نماید.
به‌دنبال این شکست، آبانتوس به منتهی‌الیه شرقی هلسپونت عقب‌نشینی کرد تا نیروهایش را دوباره دسته‌بندی کند. هم‌زمان قوای کمکی نیز از دریای اژه به ناوگان کریسپوس پیوست و فردای آن روز بار دیگر دو طرف در نزدیکی گالیپولی با یکدیگر روبرو شدند. با آغاز نبرد به‌ناگاه طوفانی درگرفت و بسیاری از کشتی‌های ناوگان لیسینیوس را در هم کوبید. تمامی این کشتی‌ها به جز ۴ فروند یا آسیب دیده، غرق شده یا به دست کریسپوس افتادند. آبانتوس که او نیز کشتیش غرق شده بود تنها با شنا به سمت ساحل توانست خود را نجات دهد. بدین ترتیب ناوگان کنستانتین توانست پیروزی چشمگیری را در این نبرد به‌دست آورد.

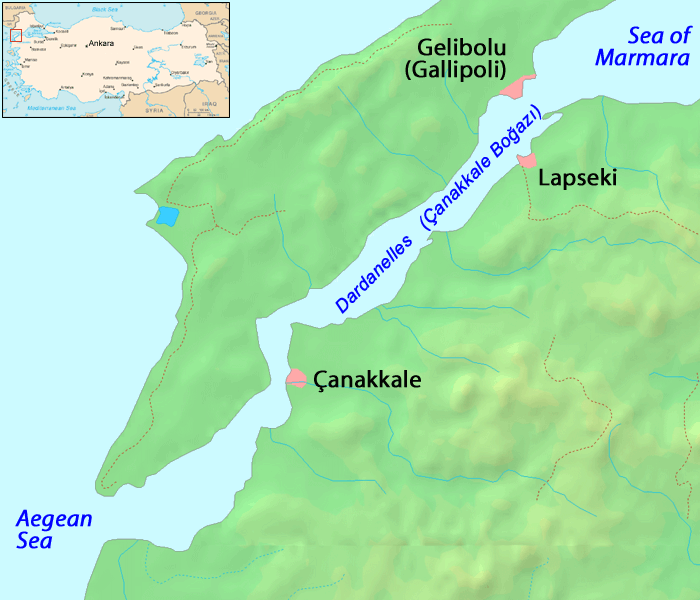
نقشهٔ هلسپونت (داردانل)

## پسامد نبرد
پیروزی ناوگان دریایی کنستانتین به او این امکان را داد تا ارتشش را با استفاده از کشتی‌هایی سبک از دریای مرمره عبور داده و بدون رویارویی با نیروهای مارتینیانوس وارد آسیای صغیر شود. در مقابل هنگامی که لیسینیوس از نابودی ناوگانش آگاهی یافت نیروهای خود را از بیزانتیوم بیرون کشید. پس از آن سپاه کنستانتین موفق به شکست لیسینیوس در نبرد کریسوپولیس شد که آخرین جنگ از سری جنگ‌های بین او و کنستانتین بود. لیسینیوس سپس خود را تسلیم کنستانتین کرد و چندی بعد نیز اعدام شد. در نهایت کنستانتین بزرگ به تنها فرمانروای وقت امپراتوری روم بدل گردید.